# Época (cronologia)
Época, em cronologia e na composição de calendários, é um ponto bem definido no tempo, em que ocorreu algum evento marcante, a partir do qual os anos são computados. Uma era começa em uma bem definida época.
O calendário atualmente em uso tem, como época, o dia 1 de janeiro do ano da encarnação de Jesus Cristo, o que teria ocorrido por volta do dia 25 de março, com seu nascimento ocorrendo em 25 de dezembro.

## Na informática
O tempo mantido por um sistema de computador é geralmente expressa por um número de uma determinada unidade de tempo que se passa desde uma época específica, que é quase sempre numa meia-noite no Horário Universal em alguma data especial.
Sistema de cronometragem nos programas podem variar amplamente nas suas unidades de tempo; alguns usam unidades de tempo tão grande quanto um dia, enquanto outros usam nanossegundos. Por exemplo, um sistema que usa como unidade de tempo base a meia-noite UTC de 1 de Janeiro de 1900 e o tempo medido em segundos, para representar 2 de Janeiro de 1900 será usado 86400, que é o número de segundos de um dia. Quando os tempos antes da época necessitam ser representados, é comum usar o mesmo sistema, mas com números negativos.
Essa representação de tempo normalmente é de uso interno. Se o usuário final precisar interagir com datas e horários, o software irá converter a data e horário para valores compreensíveis para humanos.